# Fotbalový obránce

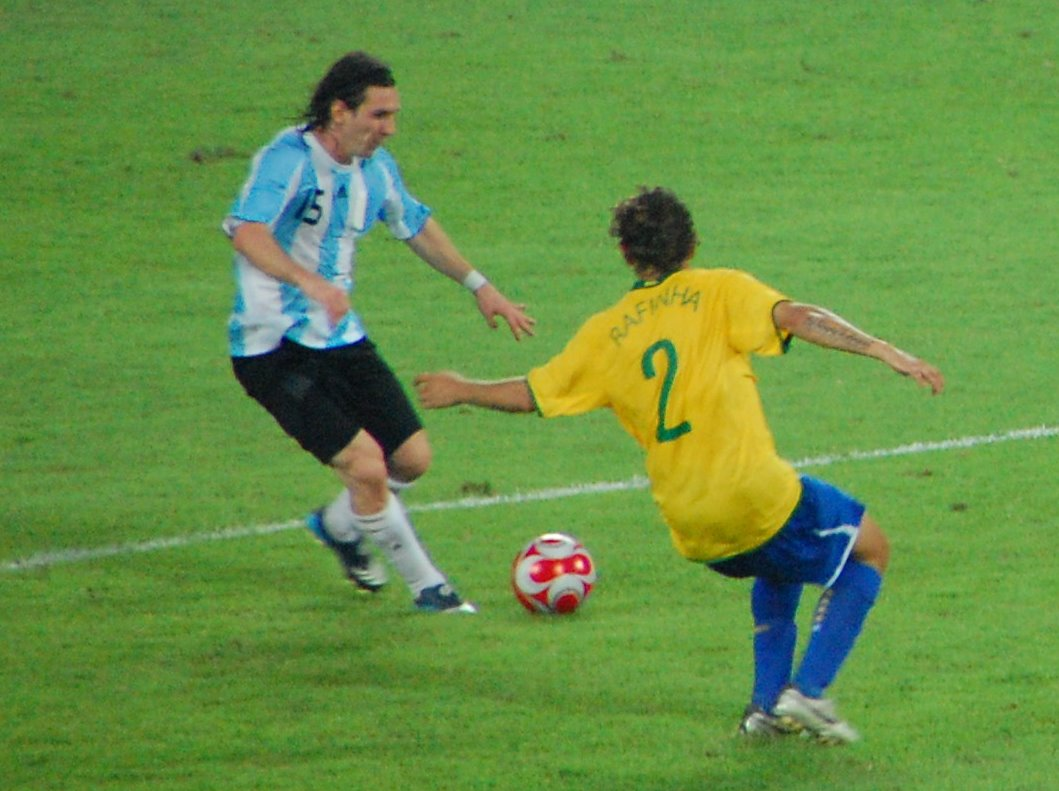
Brazilský obránce Rafinha (žlutý dres s číslem 2) se snaží překazit útočnou akci argentinského hráče Lionela Messiho na LOH 2008 v Pekingu.

Ve fotbalu je obránce hráč, jehož hlavní rolí je zabraňovat soupeři v útočení. Ve fotbalové terminologii jsou 4 typy obránců: střední obránce, krajní obránce („bek“), stoper (libero) a ofenzivní obránce. Pozice středních a krajních obránců jsou zásadní ve většině moderních fotbalových rozestavení. Role stoperů (liber) a ofenzivních obránců jsou více specializované.

## Střední obránce
Úlohou středního obránce (v anglickém termínu „centre-back“, zkratka CB) je nedovolit hráčům soupeře (nejčastěji fotbalovým útočníkům) vstřelit gól. Musí dostat míč pryč z vlastního pokutového území. Jak vyplývá z názvu, tito hráči operují ve středu obranné formace a úzce spolupracují s krajními obránci.
Pozice se dříve kryla se středním záložníkem („centre-half“), na počátku dvacátého století se nejčastěji praktikoval systém 5-3-2, přičemž před dvěma obránci („full-backs“) fungovala trojice záložníků („half-backs“). Postupem času hráč operující uprostřed této trojice přijal na hřišti více defenzivní roli. Levý a pravý hráč z této trojice se nazýval pojmem „left-half“, respektive „right-half“.
V moderním pojetí praktikuje většina týmů hru se dvěma středními obránci operujícími před vlastním brankářem. Dvě nejdůležitější strategie pro střední obránce jsou:
- zónová obrana – střední obránce střeží určitou přidělenou část hřiště,
- osobní obrana – střední obránce si hlídá konkrétního protihráče.

Střední obránci musí dobře číst hru, předvídat nahrávky soupeře a rovněž být dobrými hlavičkáři.

## Krajní obránce
Krajní obránce (anglicky „full-back“ nebo „side-back“) je buď levý (anglicky „left-back“, zkratka LB) nebo pravý (anglicky „right-back“, zkratka RB) hráč v obranné formaci. Často operuje u postranní čáry na vlastní polovině hřiště. Moderní krajní obránce přibírá více útočných úloh a stává se tak ofenzivním obráncem.
Tradiční krajní obránce byl v Anglii typem mohutného hráče, který používal i jisté formy bránění, které jsou dnes za hranicí přípustnosti (např. záměrně okopával soupeře aj.). Tyto praktiky byly v Anglii legální až do 60. let 20. století, kdy se fotbal stal univerzálním celosvětovým sportem. Jinde než na Britských ostrovech se takové praktiky účelově nepoužívaly.
Hlavním úkolem krajního obránce je zachytávat útoky soupeře po křídlech a nedovolit mu posílat centry do vlastního pokutového území, kde by mohly ohrozit branku. Musí být v dobré součinnosti se středními obránci (např. po odvrácení centrovaného míče společně vytahují obranu dále od vlastního brankáře, při finální nahrávce protivníka se snaží vystavit útočníka do „ofsajdové pasti“, atd.)

## Stoper (libero)
Roli stopera (anglický termín je „sweeper“, zkratka SW) často přebírá střední obránce, nicméně ve své specializovanější podobě je to hráč, který operuje jako poslední z týmu před vlastním brankářem a „zametá“ do bezpečí míč, který se dostal za obranu. Má poněkud volnější pole působnosti než ostatní obránci, za nimiž se pohybuje a jejichž koordinaci diriguje. Z tohoto důvodu bývá označován někdy termínem „libero“, jenž byl přejat z italského slova znamenající volný, svobodný. I když stoper může zakládat protiútoky (což vyžaduje lepší kontrolu míče a rozehrávku než u klasického středního obránce), bývá většinou využíván pro defenzivní práci. V italském systému hry zvaném „catenaccio“ plnil stoper výlučně obrannou činnost.
V moderním systému hry se již tato pozice příliš neobsazuje, není mnoho klubů, které ji využívají. V současnosti se obrana pohybuje spíše v linii a snaží se vystavovat protivníka do tzv. „ofsajdové pasti“.
V české reprezentaci tuto roli plnil dlouhou dobu např. Miroslav Kadlec, otec dalšího českého reprezentanta a obránce Michala Kadlece.
Ze zahraničních hráčů vynikal na tomto postu např. Franco Baresi nebo Paolo Maldini (oba Itálie).

## Ofenzivní obránce
Role ofenzivního obránce nabývá v současnosti na významu. Anglický termín je „wing-back“, složenina slov „winger“ (křídelník) a „full-back“ (obránce). Zkratky jsou LWB – „left wing-back“ pro levého ofenzivního obránce a RWB – „right wing-back“ pro pravého.
Jak název napovídá, jedná se o krajního obránce, jenž je zároveň schopen operovat i v záloze (zejména v rozestavení 5-3-2) a podnikat útočné akce. Ofenzivní obránci musí mít skvělou kondici a výdrž, neboť jejich pozice je jednou z fyzicky nejnáročnějších ve fotbalovém rozestavení. Pokud se zapojí do útočné akce, musí být i schopni se rychle vrátit do svého prostoru, když mužstvo ztratí míč. Mezitím jej na pozici musí někdo zajistit, nejčastěji defenzivní záložník.
V české reprezentaci hrál ofenzivního obránce např. Theodor Gebre Selassie.
Kvalitními zahraničními ofenzivními obránci byli kupříkladu Roberto Carlos (Brazílie) nebo Philipp Lahm.